# The Last Bomb
The Last Bomb ist ein US-amerikanischer Dokumentarfilm aus dem Jahr 1945 von Frank Lloyd. Er thematisiert die letzten großen Bombenangriffe auf die japanische Stadt Tokio durch die United States Army Air Force in der Endphase Zweiten Weltkrieg.

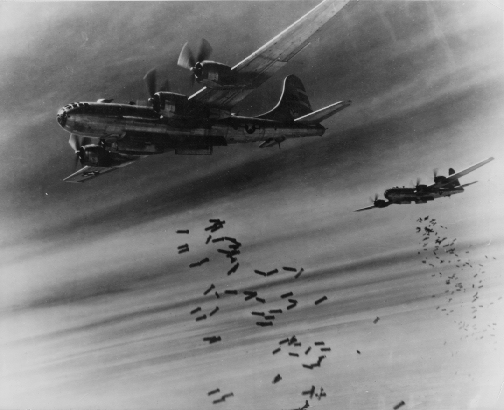
B-29 beim Angriff auf Tokio

## Inhalt
Am Anfang des Films wird geschildert, wie die Planung und Vorbereitung der Bombenangriffe auf Tokio aussieht. In Guam befindet sich die Kommandozentrale der United States Army Air Forces. Dort und in Saipan und Tinian sind die Basen der US-Bomberflotte. General Curtis E. LeMay, Chef des XXI Bomber Command, bespricht mit seinen Offizieren einen geplanten Tagesangriff auf Industriegebiete in Tokio. Ein Großeinsatz der Boeing B-29 steht bevor. Hunderte Bomber mehrerer Gruppen starten zu ihren mehr als 2500 km entfernten Zielen.
Die B-29 befinden sich auf ihrem stundenlangen Anflug in der bekannten, stets unsicheren Wetterlage über dem Pazifischen Ozean. In Iwo Jima starten die Begleitjäger vom Typ P-51. Man erreicht die japanische Küste, der Fudschijama erscheint. Japanische Flugabwehr eröffnet das Feuer, und Abfangjäger greifen die Bomber an. Das Zielgebiet wird erreicht, die Verbände werfen ihre gewaltige Bombenlast über den Zielen ab. Die verheerenden Auswirkungen, die durch die Bombenabwürfe verursacht werden, können im Film jedoch nur erahnt werden. Die Aufnahmen beschränken sich auf Luftaufnahmen des nach dem verheerenden Luftangriff vom März 1945 großteils zerstörten Tokio.
Nachdem die Mission abgeschlossen ist, treten die Bomber den langen Rückflug zu ihren Basen an. Die Begleitjäger P-51 greifen auf dem Rückflug im Tiefangriff alle möglichen Ziele wie Eisenbahnzüge, Flugplätze und Schiffe an. Die B-29-Bomber nutzen den Zwischenstopp in Iwo Jima zum Auftanken, einige können den Flugplatz angesichts der dicken Wolkenschicht nicht finden. Ihre Besatzungen müssen das Flugzeug aufgeben und abspringen oder eine Notlandung versuchen. Am Ende des Films wird der Atompilz über Hiroshima eingeblendet und der Sprecher Reed Hadley verweist darauf, dass tausende amerikanischer Leben gerettet worden seien, indem man eine japanische Invasion verhindert habe.

## Produktion und Hintergrund
Gefilmt wurde unter anderem in Culver City in Kalifornien, in Guam, in Tinian, einer der drei großen Inseln des Commonwealth der Nördlichen Marianen, und Tokio in Japan. 
Der Film beginnt mit der Einblendung: „The War Department presents.“ (Das Kriegsministerium präsentiert.) Weiter heißt es: Army Air Forces Combat Camera Units and Special Personnel of the AAF Motion Picture Unit in Technicolor.
In den letzten zwei Monaten des Zweiten Weltkrieges zerstörten Luftangriffe auf Tokio die Stadt zu über 50 %. In der Zeit von Dezember 1944 bis August 1945 war Tokio über dreißigmal das Ziel von Bombereinheiten der United States Army Air Forces (USAAF). Auf keine weitere japanische Stadt erfolgten mehr Luftangriffe. Einzelne dieser Angriffe zählen zu den zerstörerischsten in der Geschichte. Über Tokio war unter anderem die P-51, ein US-amerikanisches einmotoriges, einsitziges Ganzmetall-Jagdflugzeug im Einsatz. Es wurde vor allem als Langstrecken-Begleitjäger für die Bomberverbände gegen das Deutsche Reich und Japan eingesetzt. Weiter waren Maschinen der Boeing B-29 im Einsatz. 

## Auszeichnung
Im Jahr  1946 war der Film in der Kategorie „Bester Dokumentarfilm“ für einen Oscar nominiert, konnte sich jedoch gegenüber dem Film The True Glory, der die Vorbereitungen zur alliierten Invasion in der Normandie und deren Folgen thematisiert, nicht durchsetzen.